# Голям Ляховски
Големият Ляховски остров (на руски: Большой Ляховский остров; на якутски: Ляхов улахан арыыта) е остров в море Лаптеви, най-южния от Ляховските острови, от групата на Новосибирските острови. Административно влиза в състава на Якутия, Русия. Площ 4600 km2. На юг протока Дмитрий Лаптев го отделя от континента, а на северозапад протока Етерикан – от остров Малък Ляховски. Дължината от крайната западна точка нос Кигилях до крайната източна нос Шалауров е 120 km, а ширината от север на юг – 70 km. Най-големи реки са Голям Етерикан и Блудная.
Островът е открит през 1710 г. от руския търговец на ценни животински кожи Яков Пермяков, а две години по-късно, през 1712 г. друг руски търговец на кожи Меркурий Вагин го открива вторично. През 1770 г. руският изследовател на Сибир Иван Ляхов прави първото му описание и в негова чест цялата група острови е кръстена на негово име – Ляховски острови. През 1775 г. топографът Степан Хвойнов заедно с участието на Иван Ляхов му прави първата топографска снимка и изготвя първата му сравнително достоверна карта. През 1886 г. немският геолог на руска служба Едуард Тол извършва комплексни физикогеографски изследвания и пълно топографско заснемане на острова.

## Топографски карти
- Лист от карта S-54-XXI,XXII п-ов Кигилях. Мащаб: 1 : 200 000. Състояние на местността към 1981 год. Издание 1989 г.
- Лист от карта S-54-XXIII,XXIV м. Мал. Ванькин. Мащаб: 1 : 200 000. Състояние на местността към 1981 год. Издание 1989 г.
- Лист от карта S-54-XXVII,XXVIII полярная ст. Мыс Святой Нос. Мащаб: 1 : 200 000. Състояние на местността към 1981 год. Издание 1989 г.
- Лист от карта S-54-XXIX,XXX полярная ст. Мыс Шалаурова. Мащаб: 1 : 200 000. Състояние на местността към 1981 год. Издание 1989 г.